# Myrcia tiburoniana
Myrcia tiburoniana är en myrtenväxtart som beskrevs av Ignatz Urban och Erik Leonard Ekman. Myrcia tiburoniana ingår i släktet Myrcia och familjen myrtenväxter. Inga underarter finns listade i Catalogue of Life.